# Jane Mary Dealy

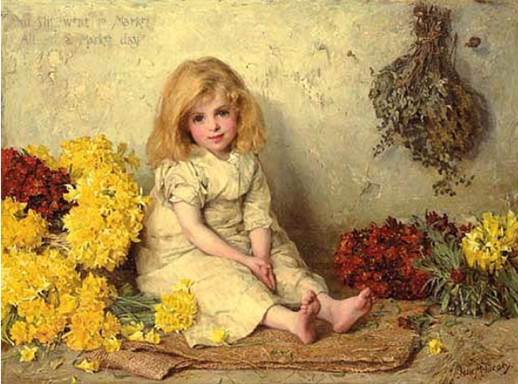
And She Went to Market All on a Market Day (1883)

Jane Mary Dealy (Liverpool, 1856-1939) era una pintora inglesa de fines del siglo XIX, principios del XX conocida por sus dibujos infantiles.

## Trayectoria
Se formó en la Slade School of Fine Art y la Royal Academy of Arts donde trabajó más tarde y ganó el primer premio de 1880 a mejor dibujo.
Se casó con el jurista Walter Lewis en 1887.
Ilustró libros como The Land of Little People, Sixes and Sevens, Children's Hymns,  Children's Prayers o The Easy-to-Read Storybook.